# لودفيغ أوبيرت
لودفيغ أوبيرت (بالنرويجية البوكمول: Ludvig Aubert)‏ هو بروفيسور وسياسي نرويجي، ولد في 22 نوفمبر 1838 في النرويج، وتوفي بنفس المكان في 5 فبراير 1896. انتخب Minister of Justice and Public Security ‏ (3 أبريل 1884 – 26 يونيو 1884).